# Javier Darias
Javier Darias y Payà (Alcoy, 7 de abril de 1946) es un compositor, teórico musical y docente español. En 2018 recibió el Premio Nacional de Música. 

## Biografía y trayectoria
Artista de vocación multidisciplinar, se formó como químico especializado en cerámica en el Departamento de Silicatos de la Facultad de Ciencias de Valencia. Inició su carrera en los años 70, período en el que realizó la mayor parte de sus trabajos combinando diferentes manifestaciones artísticas, como la pintura, la escultura, el dibujo y el collage, la fotografía, nuevas grafías, los instrumentos preparados.   Estudió composición con Patricio Galindo en Valencia, Juan Hidalgo en Madrid y Takehisa Kosugi en San Maissemin de la Santa Bauma, en Francia. También cursó estudios de guitarra y fue precisamente su gran conocimiento de este instrumento lo que le llevó, en 1976, a fabricar un modelo reconocido y usado en varios países de Europa y en Estados Unidos y Japón. Como compositor, sus primeras influencias deben buscarse en las tendencias estéticas más innovadoras de los años setenta, tanto en lo que se refiere a la música como a otras artes. Más tarde, basó las composiciones en dos sistemas armónicos creados por él y llamados " Sistema del ciclo cerrado de cuartas " y " Sistema de variantes de base ". También ha escrito ensayos musicales, como Fundamentos Matemáticos de la Armonía Tradicional, y ha realizado cursos y conferencias sobre música contemporánea y composición. Ha ocupado varios cargos, la dirección, desde su fundación en 1989, de la Escuela y el Colectivo de Compositores ECCA, en la que se han formado varias generaciones de compositores, y desde 1996 a 2000, en Sevilla, el Aula de Composición Manuel de Falla de la Orquesta Joven.   Desde 1988 ha colaborado en la creación de la Orquesta Sinfónica de Asturias con Edmon Colomer y Soler, la Real Filarmonía de Santiago con Helmuth Rilling, la Orquesta del Palacio de las Artes de Valencia con Lorin Maazel, la Orquesta Sinfónica de Tenerife y la Orquesta Sinfónica de Tenerife además en la actualidad su labor como asesor para audiciones, así como en formaciones ya establecidas, con Eiji Oue, en la Orquesta Sinfónica de Barcelona y Nacional de Cataluña entre las temporadas 2008 y 2010.

## Reconocimientos
Darias es académico numerario de la M. I. Academia de la Música Valenciana, y en 2005 es elegido también académico correspondiente por Alcoy de la Real Academia Catalana de Bellas Artes de Sant Jordi, propuesto y presentado por los académicos de número Francesc Bonastre y Bertran, Joan Guinjoan y Gispert, y Josep Maria Mestres i Quadreny.
En 2018, Darias junto al Cuarteto Quiroga, fue galardonado, en la modalidad de Interpretación, con el Premio Nacional de Música, concedido por el Ministerio de Cultura y Deporte.
Se concede el Premio Nacional de Música, en su modalidad de composición, a don Javier Darias, "por la calidad y solidez de su obra, por su dilatada trayectoria en el ámbito de la creación, por su importante faceta de investigador musical con la publicación de significativos estudios en el entorno de las teorías escalísticas (Lêpsis I, Lêpsis II, Estudios y clasificación de los modos o Las transposiciones limitadas en la teoría escalística)". Así mismo, el jurado destaca "su labor al frente de la Escuela de Composición y Creación Artística (ECCA), que acaba de celebrar el 30º aniversario, y en la que se han formado varias generaciones de compositores" (BOE 05/12/2018).

## Publicación de su obra
Sus composiciones orquestales y camerísticas se encuentran recogidas en nueve discos monográficos (cuatro LPs, cinco CDs, y un MC), y sus sinfonías han sido publicadas por la Editorial EMEC (Madrid), con grabaciones de la Orquesta Sinfónica de Tenerife, la Orquesta Simfònica Royal Philharmonic Orchestra de Londres. Por otra parte, sus investigaciones escalísticas, armónicas y formales, están recogidas en su " Tratado Lêpsis, vol. I: Técnicas de Organización y Control en la Creación Musical " (2006), y " Lêpsis, vol. II: Hacia una Teoría Escalística Unificada en el terreno y las varios trabajos, entre los que destaca su libro " Una Carta a David Tudor " (1992).